# Amallothrix parafalcifer
Amallothrix parafalcifer is een eenoogkreeftjessoort uit de familie van de Scolecitrichidae. De wetenschappelijke naam van de soort is voor het eerst geldig gepubliceerd in 1980 door Park.